# 尹在根

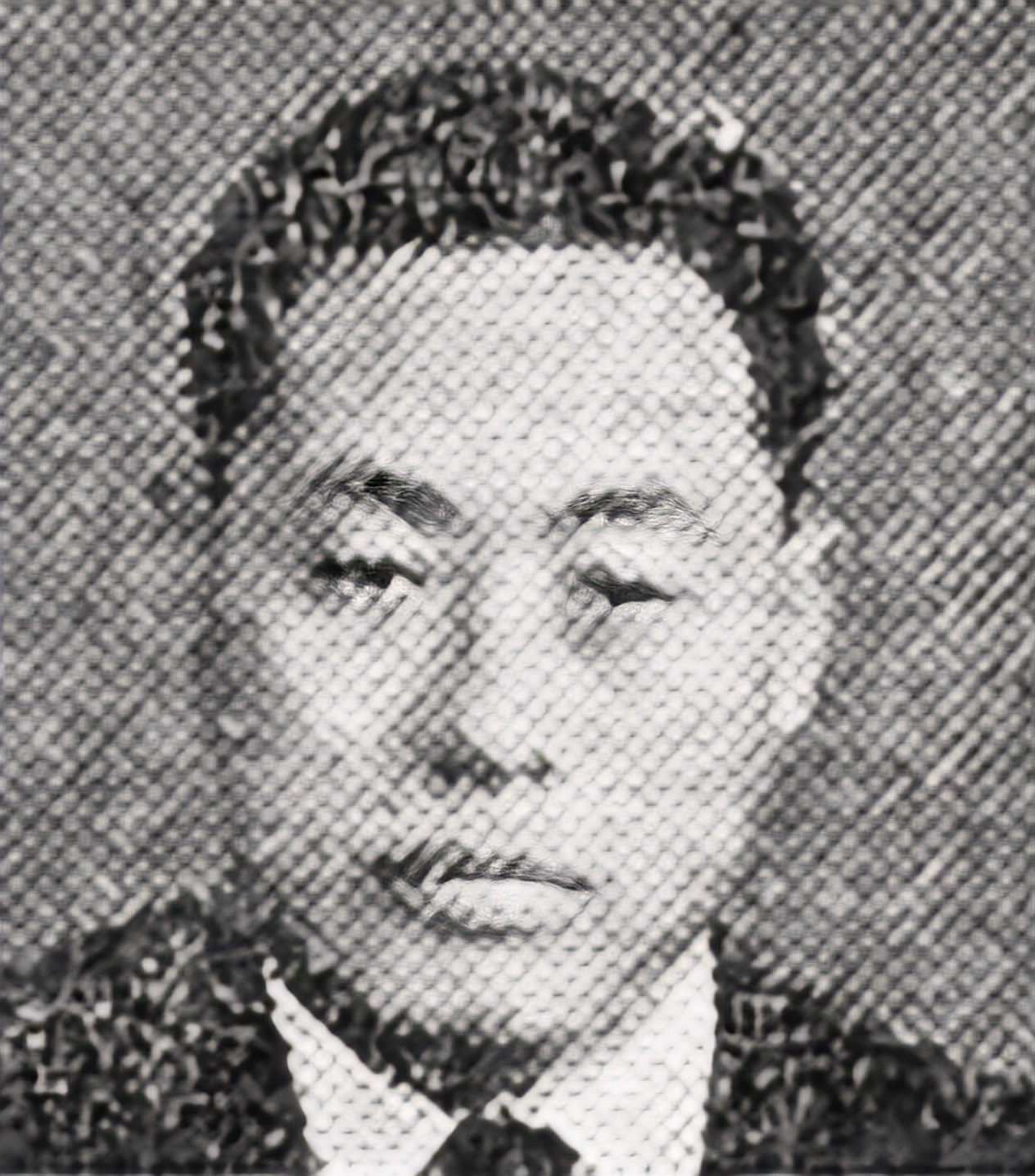
撮影時期不詳

尹 在根（ユン・ジェグン、朝鮮語: 윤재근、1909年または1910年11月26日または1910年12月26日 - 1972年1月24日）は、日本統治時代の朝鮮および大韓民国の教育者、政治家、実業家。華道面長、制憲・第2・4・5代韓国国会議員。
キリスト教徒。

## 経歴
日本統治時代の京畿道（現・仁川広域市）江華郡出身。培材高等普通学校（現・培材高等学校）卒。富川で私立学院を、江華郡で尼山公民学校を設立し、江華郡華道面長、制憲国会国防委員会幹事、国会文社分科委員、国会休戦対策委員会委員、第二国民兵帰郷対策委員会委員、新生活倶楽部理事、信友会代表幹事、在京江華郷友会顧問、民政倶楽部総務、国会議事堂建築委員会委員、第5代国会民議院運営委員長・国会法改正法律案起草特別委員会委員長、制憲同志会副会長・会長、財団法人傷痍軍警奨学会常務理事・会長を務めた。政界生活ではほとんど無所属だったが、しばらく自由党族青系に参加したことがある。引退後は実業家として活動し、1969年に新民党江華地区委員長・全党大会副会長を務めた。
1972年1月24日、高血圧によりソウル市永登浦区の自宅で死去。享年62。